# Kraftisried
Kraftisried es un municipio en el distrito de Algovia Oriental en Baviera en Alemania.